# 羅湖外語学校

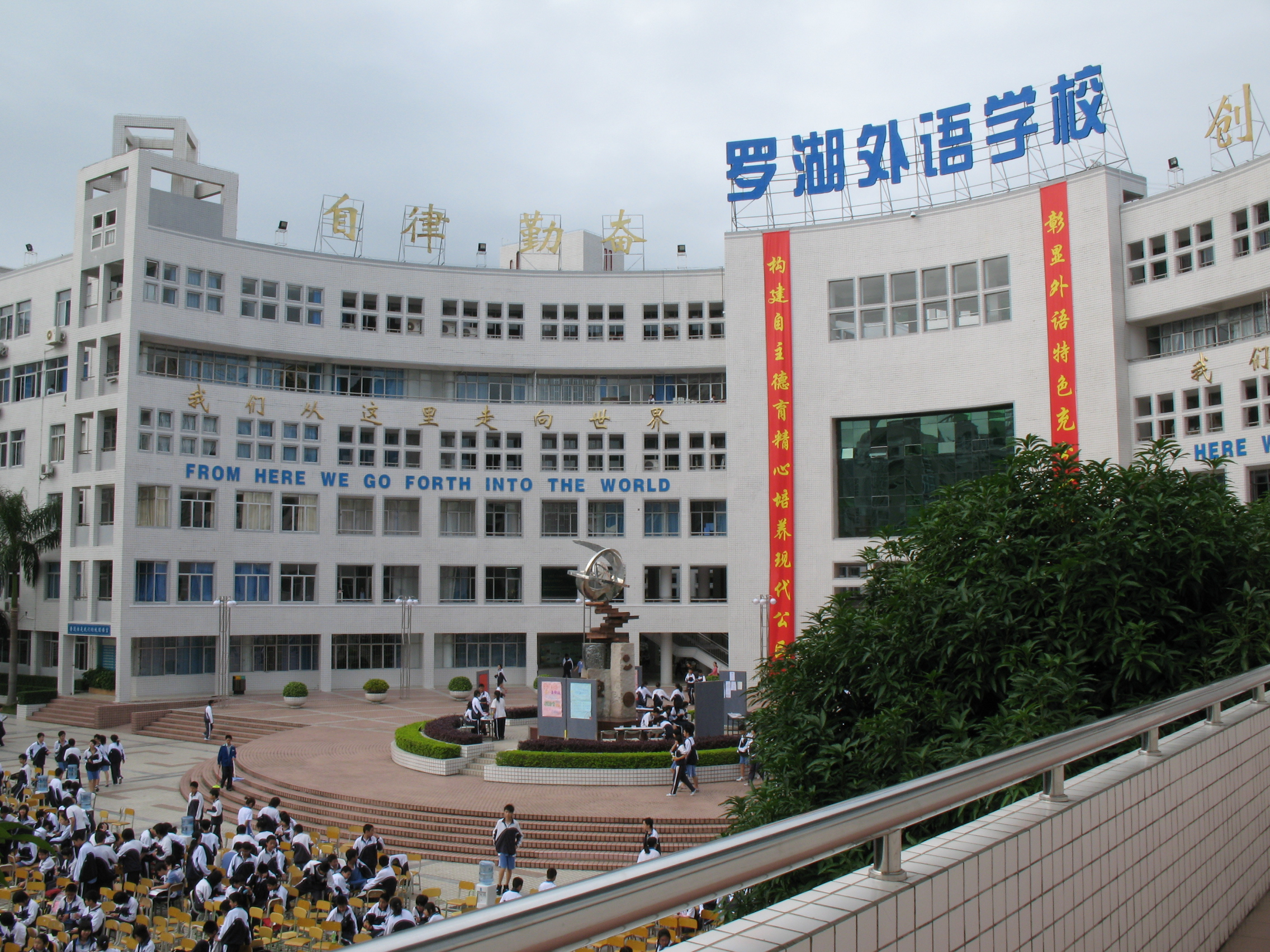
本部の建物

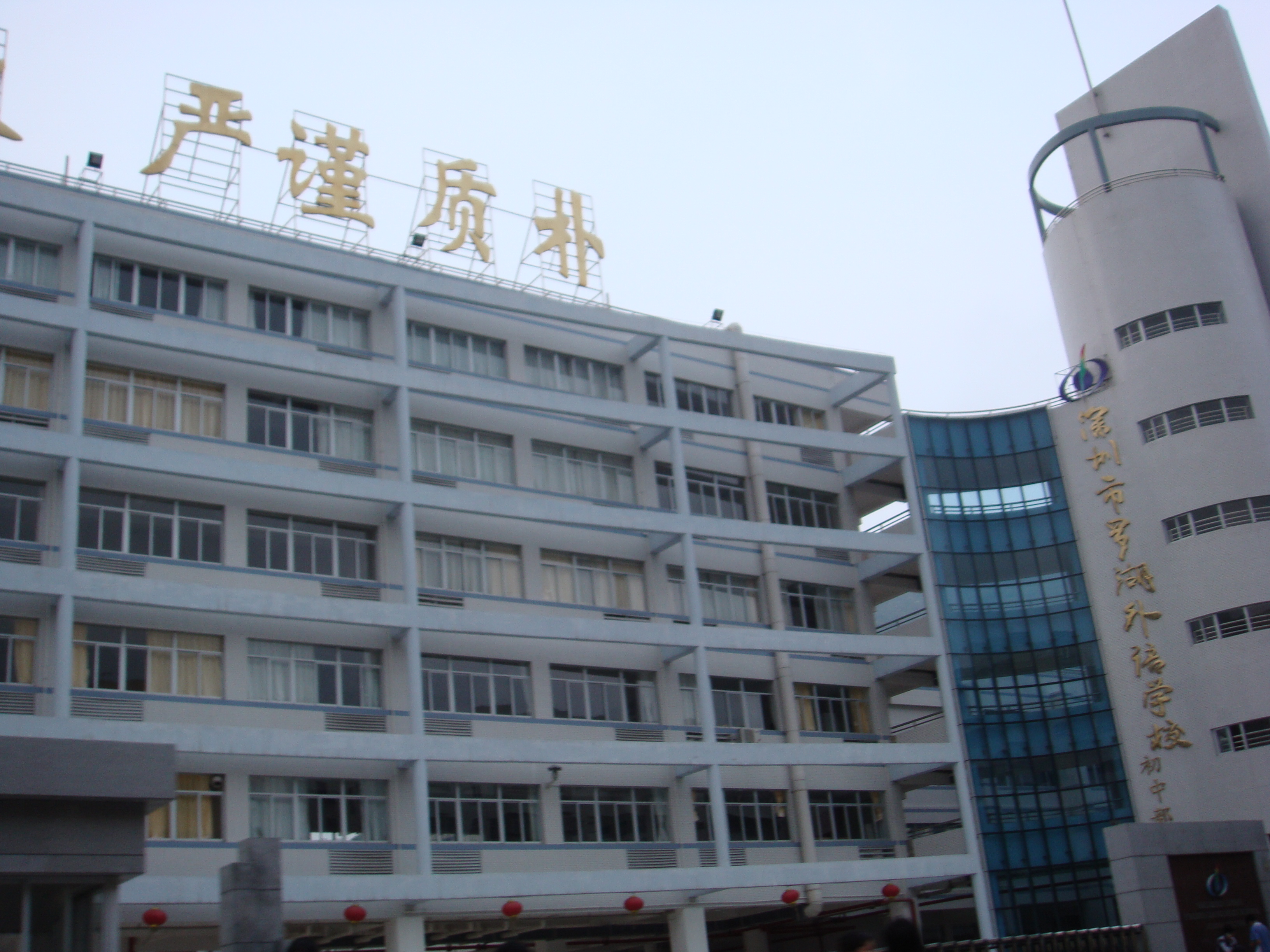
蓮塘中学校区の建物

羅湖外語学校（らこがいごがっこう Luohu Foreign Languages School）は、中国大陸広東省深圳市羅湖区にある全日制高校と中学校。

## 沿革
| 年     | 月日    | 事跡                           |
| ------ | ------- | ------------------------------ |
| 1999年 | 4月24日 | 羅湖外語学校として開校         |
| 2002年 | 5月     | 羅湖区一級学校に成りました     |
| 2003年 | 4月     | 深圳市一級学校に成りました     |
| 2004年 | 4月     | 広東省一級学校に成りました     |
| 2007年 | 9月     | 初中部の蓮塘中学校区として開校 |

## 校区
- 本部：高中部、仙湖路にある。
- 蓮塘中学校区：初中部、国威路にある。

## 歴代校長
| 代   | 氏名    | 任期           |
| ---- | ------- | -------------- |
| 初代 | 陳 漢剛 | 1999年～2006年 |
| 次代 | 袁 良平 | 2006年～2013年 |
| 三代 | 寧 革   | 2013年～       |

## キャンパス活動
- クリスマス・ガーデンパーティー
- 「シューパー・スター」キャンパス歌手コンテスト
- キャンパス運動会
- 読書月

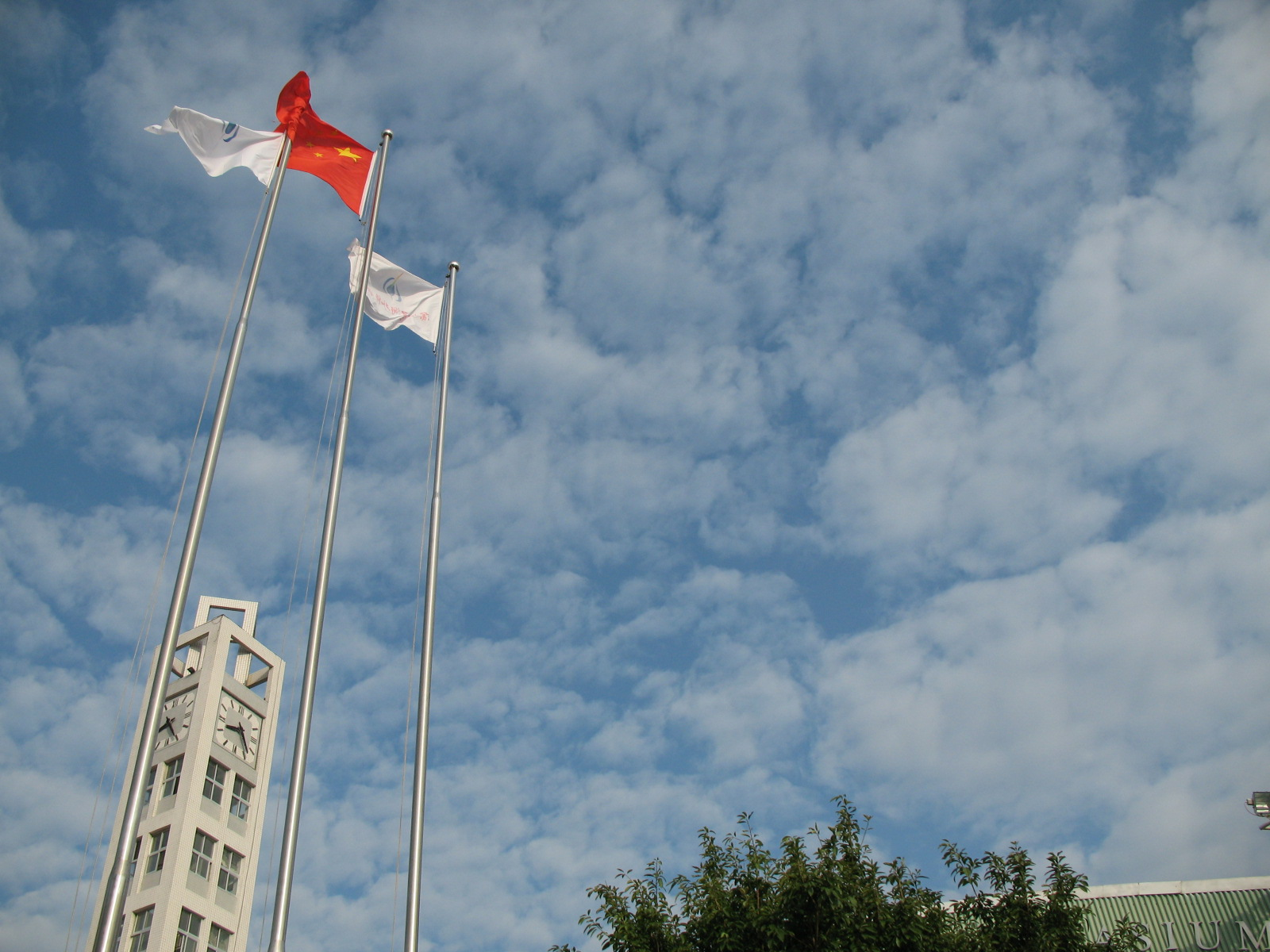
五星紅旗と羅外旗
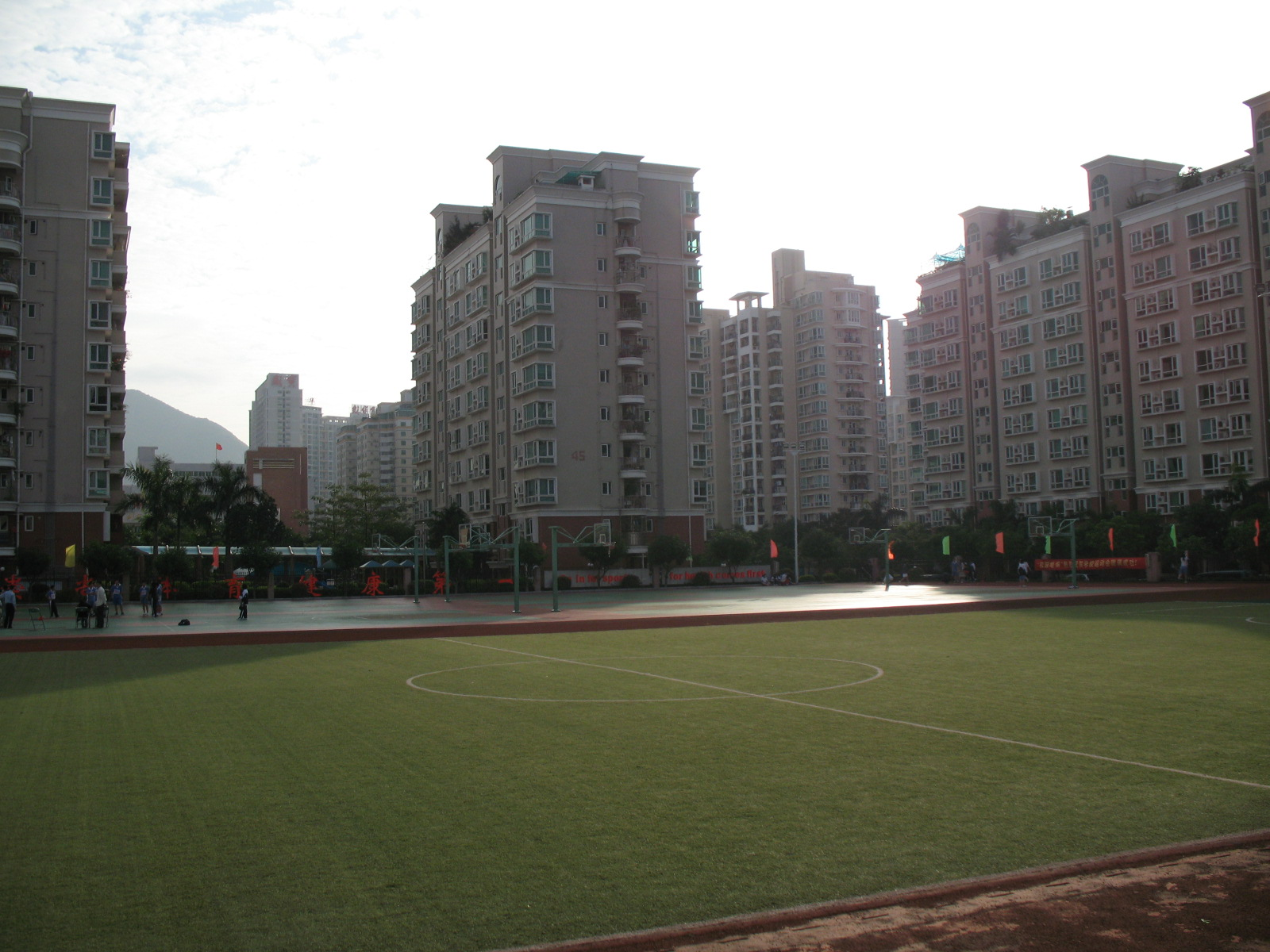
本部の運動場
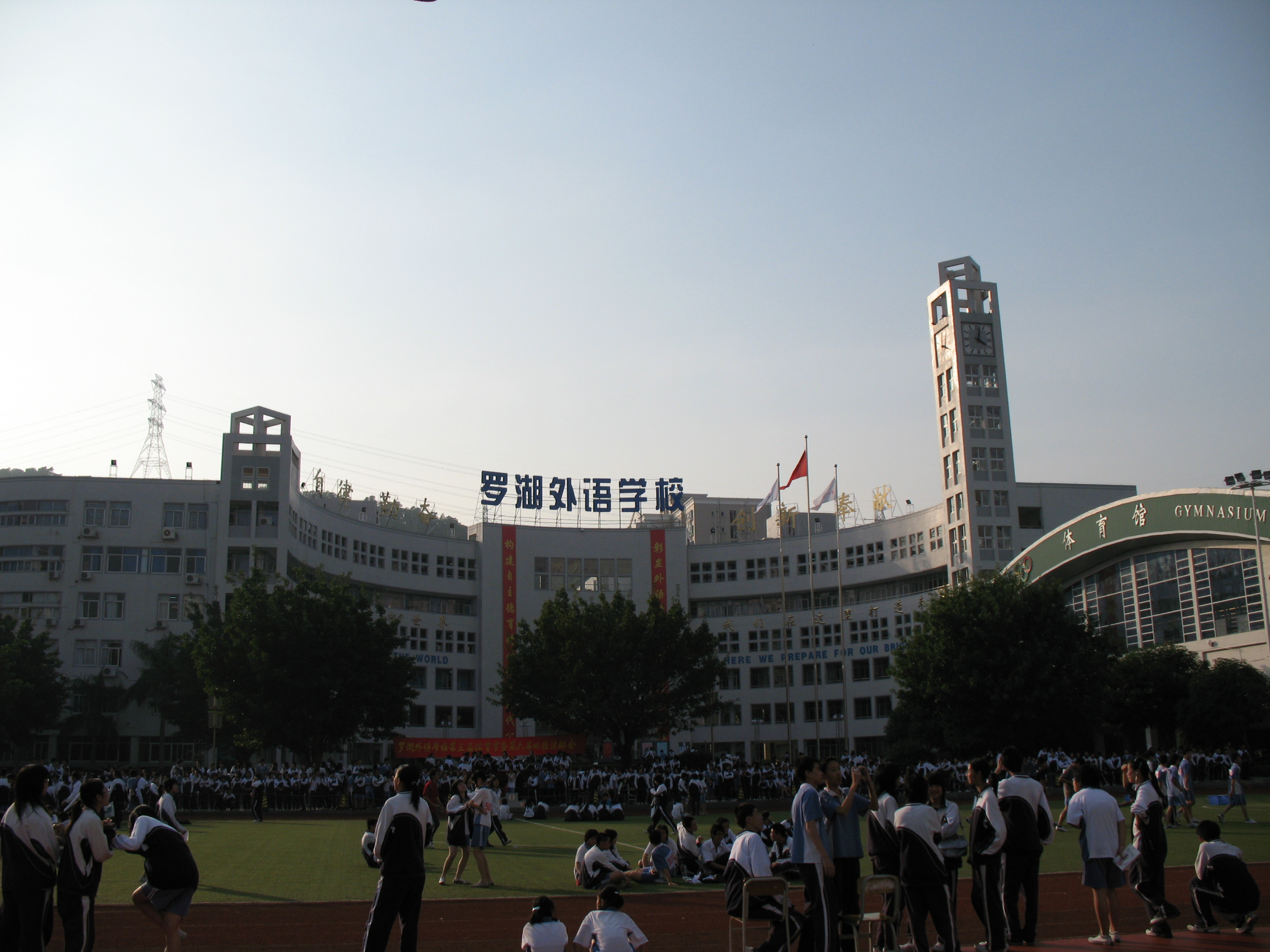
キャンパス運動会